# Игнатий Неврокопски
Игнатий (на гръцки: Ιγνάτιος, Игнатиос) е гръцки духовник, архиерей на Вселенската патриаршия.

## Биография
Роден е в 1812 година на Родос. Служи като женен свещеник. След смъртта на попадията му, заминава за столицата Цариград. Става протосингел на Никомидийската митрополия.
На 27 октомври 1882 година е избран за архиепископ на Неврокопската и Разложка епархия (Νευροκοπίου και Ρασλοκίου), като печели срещу епископите Александър Литийски и Павел Скопелски. На 12 декември 1882 година той е ръкоположен в патриаршеската църква „Свети Георги“ във Фенер за неврокопски архиепископ. Ръкополагането е извършено от митрополит Агатангел Ефески в съслужение с митрополит Кирил Костурски и архиепископ Йоаникий Дискатски.
Умира на 21 март 1884 година в Неврокоп.